# 서울유현초등학교
서울유현초등학교는 대한민국 서울특별시 강북구에 있는 공립 초등학교이다.

## 학교 연혁
- 1974년 6월 5일 서울유현국민학교 개교(13학급 편성)
- 1997년 10월 4일 서울유현초등학교로 개칭인가(13학급 편성)
- 2004년 10월 7일 정보화교실 준공 개관
- 2008년 9월 30일 유현카페테리아(아동 및 교직원 전용 식당) 개관
- 2008년 12월 30일 화장실 현대화 시설(온수기, 손건조기, 난방기 설치)
- 2009년 9월 20일 운동장 우레탄트럭 설치, 영어전용실 구축
- 2010년 3월 1일 돌봄교실 설치
- 2012년 3월 1일 서울형 혁신학교 지정 (2012.3.1~2016.2.28)
- 2013년 11월 6일 운동장 놀이터 설치
- 2015년 2월 11일 유현어울터(다목적 강당 및 체육관) 개관
- 2016년 3월 1일 서울형 혁신학교 재지정 (2016.3.1~2020.2.29)
- 2016년 3월 1일 제15대 김명희 교장 부임
- 2019년 3월 1일 혁신미래자치학교 지정 (2019.3.1~2023.2.28)
- 2020년 서울형 혁신학교 재재지정 (2020.3.1~2024.2.28)
- 2020년 4월 16일 제27회 입학식(남 924명,  여 321명 총 누계 1,838명 입학)
- 2021년 6월 10일 서울유현북카페 개설(현 유현나무도서관)

## 참고 자료
- 서울유현초등학교 - 한국교육학술정보원 학교알리미